# Hélène Hesters
Hélène Hesters, née le 3 janvier 2005 à Gand, est une coureuse cycliste professionnelle belge, courant à la fois sur route et sur piste.

## Biographie
Hélène Hesters est née dans une famille de cycliste. Son frère, Jules, est cycliste professionnel et participe à des compétitions sur route et sur piste.
Début 2023, lors des championnats de Belgique élite, elle remporte le titre de la course à l'américaine avec Katrijn De Clercq.
Plus tard dans la saison, elle s'illustre dans les catégories de jeunes, en remportant notamment la médaille de bronze sur l'omnium lors des championnats du monde junior à Cali. Elle s’adjuge également les titres juniors sur l'omnium et l'élimination des championnats d'Europe. 
Ces performances lui permettent de participer, en fin d'année, à l'UCI Track Champions League.
En 2024, elle signe un contrat avec l'équipe de développement de la formation Liv-AlUla-Jayco. Avec Katrijn De Clercq, elle remporte le titre de championnes d'Europe espoir de l'américaine. 
Elles sont sélectionnées pour représenter la Belgique sur l'américaine lors des Jeux olympiques d'été de 2024. Elles terminent à la 10e place cette course.
Le 25 janvier 2025, elle profite des championnats de Belgique sur piste pour améliorer le récent record du monde de la poursuite individuelle sur 4 000 mètres, en 4 min 42 s 154. Ce record est amélioré trois semaines plus tard par la néo-zélandaise Bryony Botha.

## Palmarès sur piste

### Jeux olympiques
- Paris 2024
  - 10e de la course à l'américaine

### Championnats du monde
| Édition / Épreuve   | Poursuite par équipes | Américaine | Omnium |
| Cali 2023 (juniors) |                       |            | Bronze |
| Ballerup 2024       | 7e                    | 8e         |        |

### Championnats d'Europe
| Édition / Épreuve      | Poursuite | Américaine | Course aux points | Omnium | Élimination | Poursuite par équipes |
| Anadia 2022 (juniors)  |           | Bronze     | Bronze            |        |             |                       |
| Anadia 2023 (juniors)  | Argent    | Argent     |                   | Or     | Or          |                       |
| Cottbus 2024 (espoirs) |           | Or         |                   |        |             |                       |
| Heusden-Zolder 2025    |           |            |                   |        | Argent      |                       |
| Anadia 2025 (espoirs)  |           | Bronze     |                   |        |             | Bronze                |

### Championnats de Belgique
- 2023
  -  Championne de Belgique de l'américaine (avec Katrijn De Clercq)
- 2025
  -  Championne de Belgique de poursuite

## Palmarès sur route

### Par années
- 2022
  -  Championne de Belgique sur route juniors
- 2023
  -  Championne de Belgique sur route juniors